# Rešitve za sodelovanje prebivalcev
Rešitve za sodelovanje prebivalcev (civil engagement, involvement, cooperation), so informacijske rešitve, ki pripomorejo k razvoju pametnih mest. Ideja pametnih mest je nastala za izboljšanje upravljanja tako starih kot tudi novih mest.
Uspešne skupnosti temeljijo na sorazvoju, soodločanju. Soodločanje v skupnostih poteka tako, da le-ta izdelajo jasne strategije sodelovanja, jih izvajajo, omogočijo dostop prebivalcem, sodelujejo v razpravi s svojimi predlogi in dialogom, razumejo rezultate razprave, jih ovrednotijo in jih uvedejo v delovanje mesta. 
Trenutno ne obstaja veliko platform in storitev, ki bi podpirale sodelovanje ljudi v soodločanju. Odlična zbirka primerov sodelovanja je objavljena v članku 40 Brilliant Open Data Projects Preparing Smart Cities for 2018. Primere sodelovanja ponazori s primerom ocenjevanja počutja turistov v mestnih četrtih. Na Japonskem so v raziskavi ugotovili, da lahko od prebivalcev pričakujejo le malo odzivov.